# Pîlîpcea, Bila Țerkva
Pîlîpcea (în ucraineană Пилипча) este localitatea de reședință a comunei Pîlîpcea din raionul Bila Țerkva, regiunea Kiev, Ucraina.

## Demografie
Componența lingvistică a localității Pîlîpcea
     Ucraineană (96,84%)
     Rusă (3%)
     Alte limbi (0,16%)
Conform recensământului din 2001, majoritatea populației localității Pîlîpcea era vorbitoare de ucraineană (96,84%), existând în minoritate și vorbitori de rusă (3%).